# VI Inspección de Policía
La VI Inspección de Policía es un edificio histórico ubicado en la esquina de las calles Victoria y Revillagigedo en el Centro Histórico de la Ciudad de México. Alberga desde 1991 el Museo de la Policía Preventiva de la Ciudad de México.

## Historia
El edificio fue construido entre 1906 y 1908, por el arquitecto Federico Mariscal para albergar a la VI Inspección de Policía de la Ciudad de México en un terreno que había sido ocupado por una antigua casa de maternidad e infancia. El edificio fue construido en estilo ecléctico integrado por detalles neogóticos y normandos. De acuerdo con una investigación realizada por el arquitecto Rafael Fierro Gossman, esta construcción fue la primera obra de “gran envergadura” de Mariscal.
En 1909 el Hospital Juárez estaba rebasado en cuanto a su ocupación, por lo que Guillermo Landa y Escandón, tuvo que inaugurar el Puesto Central de Socorros de las Comisarías de la Policía en este complejo.
Durante la Decena Trágica el edificio sufrió múltiples daños, particularmente en su torre que quedó parcialmente destruida. En 1917, las instalaciones fueron ocupadas por bomberos y cuatro años más tarde, regresó la policía al edificio. Los bomberos se mudaron hasta finales de la década de los 20, cuando tuvieron su propio edificio en la avenida independencia. Para la década de los 30, la policía volvió a compartir sus instalaciones, pero ahora con la Cruz Verde.
El edificio fue restaurado en las década de los 70 y 80. En 1991 el Gobierno de la Ciudad de México inauguró en el edificio el Museo de la Policía Preventiva con el fin de explicar y concientizar a la ciudadanía sobre las labores policiales. El primer salón está dedicado a los jefes de la policía que ha tenido la ciudad, comenzando por el coronel Fernando González, en 1904, hasta el doctor Manuel Mondragón y Kalb, en 2013.